# Gobierno de Rafael Reyes Prieto
El gobierno de Rafael Reyes Prieto, se dio entre el 7 de agosto de 1904 y el 9 de junio de 1909 en Colombia. Su gobierno fue llamado "El quinquenio Reyes" y por sus opositores como  "La dictadura Reyes".

## Llegada al poder
Reyes fue elegido en las elecciones el 2 de febrero de 1904, contra el disidente conservador Joaquín Fernando Vélez y la abstención del Partido Liberal. Su fórmula vicepresidencial fue Ramón González Valencia, Ganando por estrecho margen de 12 votos. Los liberales no presentaron candidato al haber sido derrotados en la Guerra de los Mil Días.
Pese a la victoria de Reyes, la proclamación de la victoria solo llegó hasta el 4 de julio, dado que hubo rumores de fraude electoral en La Guajira, conocido como el registro de Padilla y se encargó a una comisión para investigar el asunto y realizar un nuevo escrutinio.

## Gabinete
El gabinete de Reyes fue amplio, por las numerosas renuncias que tuvo que enfrentar a lo largo de su gobierno. ː
Después de que los conservadores ganaran la guerra de los Mil Días, muchos miembros del Partido Conservador (al que Reyes pertenecía) no admitían que participaran liberales en ningún cargo del gobierno; por tanto, se sintieron traicionados por Reyes cuando este incluyó políticos liberales, como Lucas Caballero, Enrique Cortés, en su gabinete.
Al asumir el poder encontró un país arruinado por la guerra de los Mil Días y por las consecuencias de la separación de Panamá, le imprimió al gobierno su talante progresista , sacó al país de la crisis financiera y promovió el crecimiento de nuevas industrias. Se consagró el código de reconocimiento a los derechos de las minorías.
| Ministro                                      | Imagen | Nombre                               | Inicio | Final | Partido |
| --------------------------------------------- | ------ | ------------------------------------ | ------ | ----- | ------- |
| Ministro de Gobierno                          |        | Bonifacio Vélez                      | 1904   | 1906  |         |
| Ministro de Gobierno                          |        | Gerardo Pulecio                      | 1906   | 1906  |         |
| Ministro de Gobierno                          |        | Dionisio Arango                      | 1906   | 1906  |         |
| Ministro de Gobierno                          |        | Gral. Diego Euclides de Angulo Lemos | 1906   | 1908  |         |
| Ministro de Gobierno                          |        | Francisco José Urrutia               | 1908   | 1908  |         |
| Ministro de Gobierno                          |        | Marceliano Vargas                    | 1908   | 1909  |         |
| (Canciller) Ministro de Relaciones Exteriores |        | Enrique Cortés                       | 1904   | 1904  |         |
| (Canciller) Ministro de Relaciones Exteriores |        | Clímaco Calderón                     | 1904   | 1906  |         |
| (Canciller) Ministro de Relaciones Exteriores |        | Alfredo Vázquez Cobo                 | 1906   | 1908  |         |
| (Canciller) Ministro de Relaciones Exteriores |        | Marceliano Vargas                    | 1908   | 1908  |         |
| (Canciller) Ministro de Relaciones Exteriores |        | Francisco José Urrutia               | 1908   | 1909  |         |
| (Canciller) Ministro de Relaciones Exteriores |        | Guillermo Camacho                    | 1909   | 1909  |         |
| Ministro de Hacienda                          |        | Gral. Jorge Holguin Mallarino        | 1904   | 1904  |         |
| Ministro de Hacienda                          |        | Pedro Antonio Molina                 | 1904   | 1906  |         |
| Ministro de Hacienda                          |        | Felix Salazar                        | 1906   | 1906  |         |
| Ministro de Hacienda                          |        | Tobias Valenzuela                    | 1906   | 1908  |         |
| Ministro de Hacienda                          |        | Ricardo Restrepo                     | 1908   | 1908  |         |
| Ministro de Hacienda                          |        | Diego Euclides de Angulo Lemos       | 1908   | 1908  |         |
| Ministro de Hacienda                          |        | Camilo Torres Elicechea              | 1908   | 1909  |         |
| Ministro de Hacienda                          |        | Jorge Holguin Mallarino              | 1909   | 1909  |         |
| Ministro de Hacienda                          |        | Nemesio Camacho                      | 1909   | 1909  |         |
| Ministro de Hacienda                          |        | Domingo Esguerra                     | 1909   | 1909  |         |
| Ministro de Guerra                            |        | Gral. Diego A. Castro                | 1904   | 1905  |         |
| Ministro de Guerra                            |        | Diego Euclides de Angulo Lemos       | 1905   | 1906  |         |
| Ministro de Guerra                            |        | Manuel M. Castro                     | 1906   | 1906  |         |
| Ministro de Guerra                            |        | Gral. Manuel María Sanclemente       | 1906   | 1908  |         |
| Ministro de Guerra                            |        | Gral. Víctor Calderón                | 1908   | 1909  |         |
| Ministro de Guerra                            |        | Gral. Nicolás Perdono                | 1909   | 1909  |         |
| Ministro de Guerra                            |        | Alfredo Vázquez Cobo                 | 1909   | 1909  |         |
| Ministro de Guerra                            |        | Gral. Jorge Holguin Mallarino        | 1909   | 1909  |         |
| Ministro de Instrucción Pública               |        | Carlos Cuervo Marquéz                | 1904   | 1906  |         |
| Ministro de Instrucción Pública               |        | Tulio Ospina                         | 1906   | 1906  |         |
| Ministro de Instrucción Pública               |        | José María Rivas Groot               | 1906   | 1908  |         |
| Ministro de Instrucción Pública               |        | Emiliano Isaza                       | 1908   | 1909  |         |
| Ministro de Instrucción Pública               |        | Antonio Gómez Restrepo               | 1909   | 1909  |         |
| Ministro de Instrucción Pública               |        | Tulio Ospina                         | 1909   | 1909  |         |
| Ministro del Tesoro                           |        | Lucas Caballero                      | 1904   | 1904  |         |
| Ministro del Tesoro                           |        | Guillermo Torres                     | 1904   | 1909  |         |
| Ministro de Obras Públicas                    |        | Modesto Garcés                       | 1905   | 1906  |         |
| Ministro de Obras Públicas                    |        | Francisco de Paula Manotas           | 1906   | 1908  |         |
| Ministro de Obras Públicas                    |        | José María Ruiz                      | 1908   | 1908  |         |
| Ministro de Obras Públicas                    |        | Nemesio Camacho                      | 1908   | 1909  |         |
| Ministro de Obras Públicas                    |        | Guillermo Camacho                    | 1909   | 1909  |         |
| Ministro de Obras Públicas                    |        | Álvaro Uribe                         | 1909   | 1909  |         |

## Política interna
Rafael Reyes llegó al poder bajo los lemas de "paz, concordia y trabajo" y "menos política y más administración", conformó un gabinete de "unión nacional" y planteó la pacificación del país, con un carácter centralista, la reestructuración económica, aumentando el papel del estado en la economía, el desarrollo de las vías de comunicación y el fortalecimiento de la explotación de los recursos naturales del país.

### Asamblea Nacional Constituyente y Legislativa de 1905
Convocó a una Asamblea Constituyente, a través de la cual dispuso que su periodo presidencial se prolongaría hasta 1915. La Asamblea, fue convocada el 1 de febrero de 1905, con el decreto 29 de 1905, inicialmente duraría 30 días pero su periodo se extendió durante el quinquenio, reemplazando las sesiones del Congreso de la República. En esta asamblea los diputados fueron designados por los Consejos de Gobierno departamentales o Juntas que hacían sus veces, fueron 27, tres por cada uno de los nueve departamentos, un tercio de los cuales correspondió al Partido Liberal. Entre ellos se encontraban Benjamín Herrera, Rafael Uribe Uribe, Baldomero Sanín Cano, José María Rivas Groot, Silvestre Samper Uribe y Alfredo Vázquez Cobo, entre otros. A esta asamblea la seguiría la Asamblea Constituyente de 1910.
Se instaló el 15 de marzo, y en menos de un mes dictó diez actos legislativos que suprimieron los cargos de vicepresidente y designado, al igual que el Consejo de Estado, y reformaron la Constitución. También se dictó la ley de representación de minorías, para permitir una participación más equitativa entre los partidos. En acto legislativo de 1905, se consagró, por primera vez en el país, la representación proporcional en los cuerpos colegiados.
El 10 de marzo de 1905, se realiza la primera Junta de Gobernadores de Colombia.
En 1905, el Congreso relevó al Gran Consejo Electoral de la tarea de escrutar los votos y declarar la elección de Presidente de la República. En la misma decisión del Congreso se abolió el cargo de Vicepresidente y el derecho al voto popular directo, para elección presidencial.

División territorial de Colombia en 1905

División territorial de Colombia en 1908.

### Política territorial
Mediante la Ley 17 del 11 de abril de 1905 son creados los departamentos de Galán (capital San Gil), Atlántico (Barranquilla) y Caldas (Manizales). Además se erigió al municipio de Bogotá en Distrito Capital Con la Ley 46 del 29 de abril de 1905, se crearon 3 nuevos departamentos: Tundama (capital Santa Rosa de Viterbo), Quesada (Zipaquirá) y Huila (Neiva).Caldas. Esta división había sido propuesta por Rafael Uribe Uribe. En 1908, mediante decreto 916 del 13 de agosto, dividió el departamento del Gran Cauca en los siguientes ocho departamentos: Tumaco, Ipiales, Pasto, Popayán, Cali, Buga, Cartago y Manizales.
El gobierno presentó el "Proyecto de Ley sobre división territorial" fue revisado y sancionado por la Asamblea Nacional, la cual dividió el territorio en un Distrito Capital, un Territorio Nacional y 34 departamentos, contando aún a Panamá. Posteriormente se sustituyó el Departamento de Túquerres por el de Ipiales, dado el rechazo que en esta primera ciudad se había manifestara contra la división territorial; suprimió los departamentos de Girardot y Cartago; agregó Manizales las provincias de Robledo y Quindío, y anexó al departamento de Santa Rosa el territorio de Casanare. 
En 1908, mediante decreto 916 del 13 de agosto, dividió el departamento del Gran Cauca en los siguientes ocho departamentos: Tumaco, Ipiales, Pasto, Popayán, Cali, Buga, Cartago y Manizales.
Además el Decreto 577 de 1909 suprimió varios de los recién establecidos departamentos, fijando definitivamente su número en veintiséis. A pesar de esto a división territorial integrada por los diez departamentos de 1904 fue instaurada nuevamente en 1910.

### Supresión de la vicepresidencia
Su gobierno, suprimió la vicepresidencia (ya que estaba enemistado con el vicepresidente Ramón González Valencia), y en su reemplazo retomó la figura de la Designatura Presidencial.

### Ministerio de Obras Públicas
Con la creación en enero de 1905 del Ministerio de Obras Públicas se impulsó el financiamiento estatal para la inversión pública en caminos y carreteras, la promoción del ferrocarril de Girardot  Las vías férreas pasaron de 561 a 901 kilómetros entre 1904 y 1909. Además de la continuación del Capitolio Nacional. 
Bajo se gobierno se construyó la primera carretera de pavimento del paísː la vía Bogotá - Tunja- Santa Rosa de Viterbo, y trajo el primer vehículo importado de Colombia para su inauguración, un De Dion-Bouton Tipo D importado de Francia en 1899.

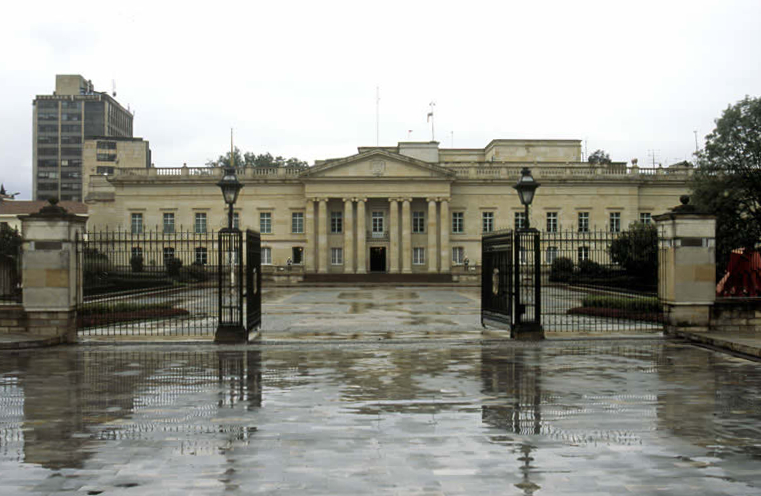
Vista frontal del ingreso a la Casa de Nariño.

#### Construcción de la Casa de Nariño
El 9 de abril de 1906 con planos del arquitecto francés Gastón Lelarge y modificados por el arquitecto bogotano Julián Lombana, el general Reyes contrató a Remigio Díaz, para la demolición y reconstrucción del Palacio de la Carrera, con el objetivo de que fuera la nueva sede presidencial. Para la obra se extendió el predio hasta la carrera Octava, se reestructuró el interior a dos pisos, se diseñaron amplios salones y se construyó su fachada en piedra tallada y labrada.
Los trabajos completos de ornamentación estuvieron a cargo del suizo Luigi Ramelli. Desde el 20 de julio de 1908 la sede de gobierno fue la Casa de Nariño. Para darle seguridad a la nueva sede de gobierno y evitar golpes de estado, Reyes dio la orden de comprar varias casas al costado sur de la Casa de Nariño con el fin de ubicar el Batallón Guardia Presidencial, el cual tiene la misión de proteger a los presidentes. Consecuentemente instaló la Cancillería (Ministerio de Relaciones Exteriores de Colombia) en el Palacio de San Carlos, que había sido la sede presidencial hasta 1908.

## Orden Público

### Desarme de la población civil
Una de sus primeras medidas fue el desarme de la población civil y el establecimiento del monopolio de las armas por parte del Estado, con el objetivo de evitar el escalamiento de la violencia, a raíz de los sucesos de la Guerra de los Mil Días. Ésta política se dio al comienzo de su gobierno y se extendió hasta el final del mismoː

"A poco de haberse posesionado puso Reyes en marcha un programa de recolección de armas con el que desarmó a muchos caudillos locales que conservaban grandes arsenales después de terminada la guerra. Al mismo tiempo, el programa eliminó prácticamente el bandolerismo en las zonas rurales."
Charles Berquist, citado por Barajas (2019).

Desafortunadamente las políticas de desarme no fueron efectivas, como lo afirmó el estudioso Rusell W. Ramseyː

"Por prescripción de una serie de decretos y reglamentaciones, se confiscaron 53.427 armas con un promedio aproximado de 20 cartuchos por arma. Sin embargo, la reaparición de rifles antiguos y pistolas a principios de la década de 1930, indica claramente que miles de ciudadanos enterraron y ocultaron sus armas hasta la siguiente oportunidad de revuelta"

### Reforma y modernización del Ejército Nacional y Policía Nacional

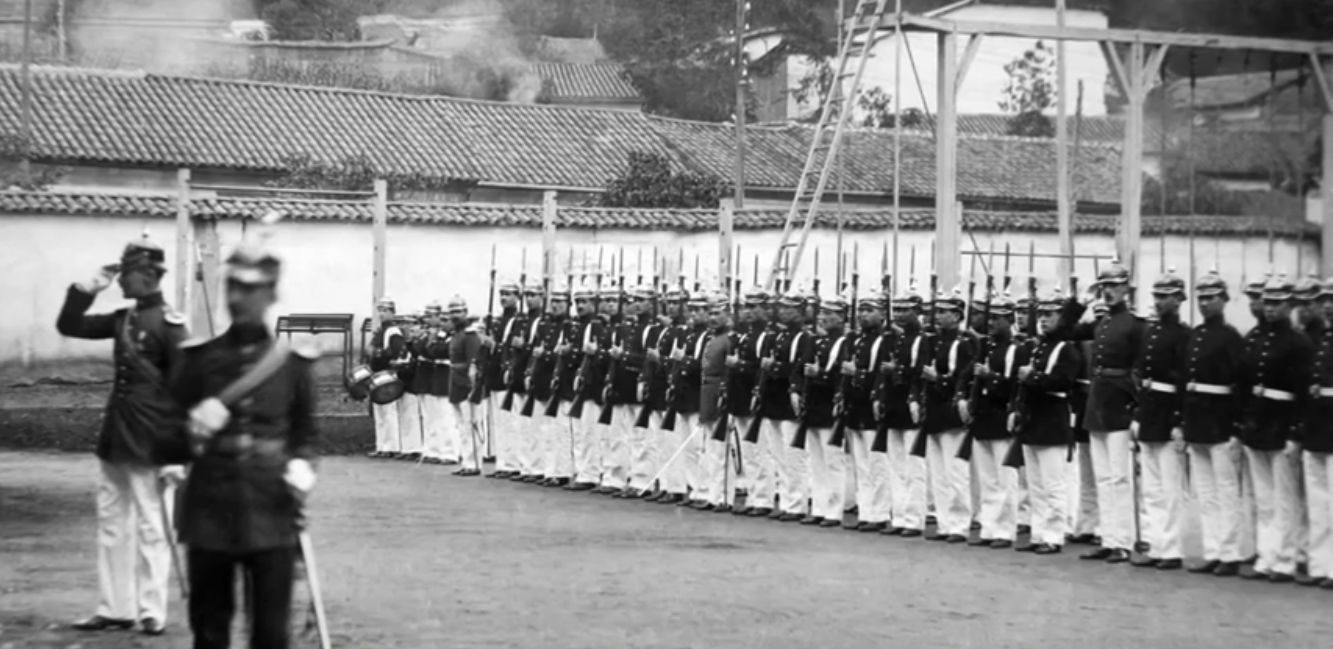
Cadetes colombianos, durante la misión militar chilena en 1910, usando el casco prusiano Pickelhaube.

Comprometió al Ejército Nacional en empresas de colonización y construcción de vías y realizó la reforma militar. Reyes favoreció la creación de escuelas militares para el Ejército Nacional y la Armada Nacional.
A su gestión se le atribuye la modernización del Ejército Nacional (proyecto inconcluso a lo largo de todo el siglo XIX) sobre todo la labor de profesionalización de las Fuerzas Militares mediante la creación de la carrera militar con la colaboración de la Misión militar Chilena, que permanecería en el país hasta 1914.
El 1 de junio de 1907, por medio del Decreto 434, Reyes fundó la Escuela Militar de Cadetes General José María Córdova, para la formación de los oficiales del Ejército Nacional. Sus primeras instalaciones fueron en el convento de San Agustín, en Bogotá, donde actualmente se encuentra el Ministerio de Hacienda.
En adición, el 1 de mayo de 1909, creó por medio del Decreto 453, la Escuela Superior de Guerra, en Bogotá. La entidad hoy lleva el nombre de Escuela Superior de Guerra General Rafael Reyes Prieto y está junto a la Universidad Militar Nueva Granada (creada en 1982), y a pocos metros del Cantón Norte. La institución actualmente se encarga de formar a los oficiales de alto rango del país, en las tres ramas de las Fuerzas Militaresː Ejército Nacional, Armada y Fuerza Aérea.
Se creó la Escuela Naval por el decreto 783 de 6 de julio de 1907, aunque fue “clausurada” por el General Ramón González Valencia el 28 de diciembre de 1909.
La Policía Nacional fue adscrita al Ministerio de Guerra (Hoy Ministerio de Defensa), por medio del decreto 743 de 1904. Se creó una Gendarmería Nacional, que fue suprimida en 1909.

## Economía

### Creación del Banco Central y políticas económicas
Restableció el crédito público, fundó el Banco Central, que posteriormente se llamó Banco de la República. Se revaluó el peso oro, reemprendió las estancadas obras de los ferrocarriles nacionales. También implantó la política de monopolios fiscales de licores, tabaco y degüello.

### Concesiones petroleras e impulso a las industrias
Reyes permitió la creación de las primeras iniciativas privadas de explotaciónː la Concesión de Mares y la Concesión Barco, que permitían la exploración y explotación de petróleo con la condición de que sus bienes fueran revertidos al país, lo cual se dio hasta 1951 con la creación de Ecopetrol.
Se impulsó la industria textil antioqueña.

## Relaciones exteriores

### Relaciones con Venezuela
En 1905 restablecieron las relaciones con Venezuela. Se nombró a Lucas Caballero como ministro plenipotenciario en Caracas.

### Tratado Averbury-Holguín
Su entonces canciller, Jorge Holguín, logró la firma del Tratado Averbury-Holguín en 1905 permitió, a través del crédito internacional, sanear la deuda externa  del país y desarrollar la industria minera, textil y azucarera, las refinerías, las fábricas de alimentos, de vidrio, y papel; cultivar el banano, el café y el algodón, y proporcionar créditos bajos para la agricultura de exportación.

### Relaciones con Brasil
El 24 de abril de 1907 se negoció por medio del tratado Vásquez Cobo-Martins el primer tramo de la frontera entre Colombia y Brasil, lo que modificó los linderos orientales de la comisaría del Caquetá y que propició la creación de la comisaría del Vaupés en 1963.

## Oposición y controversias

### Oposición
Sus políticas generaron oposición, ante lo cual el presidente empezó a actuar de manera dictatorial debido a que el congreso no sacaba las normas urgentes que requería el país para salir de la quiebra en la que estaba, ante lo cual ordenó el confinamiento y destierro a sus rivales y opositores, cerrando el Congreso y crea la Asamblea Nacional Constituyente y Legislativa. 
El 17 de agosto de 1904, se presentó un atentado contra el exministro de Gobierno, Esteban Jaramillo, conservador quien apoyaba a Reyes.
En 1904, se tomaron medidas contra los conservadores que consideraban que Reyes había traicionado sus intereses, además los liberales librecambistas, irritados por los impuestos al tabaco a los grandes terratenientes, se unieron a los conservadores contra Reyes. Antonio José Restrepo, Miguel Abadía Méndez, y otros cinco ciudadanos, fueron detenidos y confinados en Orocué (Casanare) durante dos meses.
Previendo que los liberales de la frontera con Venezuela pudieran vulnerar el orden, Reyes nombró jefe militar de la frontera en el Táchira al general Benjamín Herrera, que marchó a Cúcuta a encargarse de la situación.
Los magistrados Carmelo Arango y Gabriel Rosas fueron declarados insubsistentes por estar en connivencia con los jefes de la oposición. 

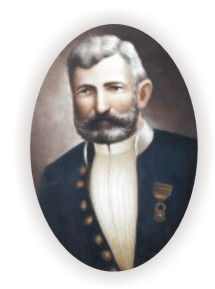
Juan María Marcelino Gilibert, director general de la Policía Nacional de Colombia.

### Intento de golpe de Estado de 1904
El 19 de diciembre de 1904, fue descubierto un intento de golpe de Estado, por la policía, comandada por el comisario francés Juan María Marcelino Gilibert, y hubo más de veinte capturas. Para el 21 de diciembre, cinco mil personas, entre liberales y conservadores, marchó por la carrera Séptima hasta la plaza de Bolívar para proclamar su respaldo a Reyes.
Se instaló una corte marcial, el 12 de enero de 1905, para juzgar a los conspiradores del 19 de diciembre, declaró culpables de esa conspiración a Felipe Angulo y Luis Martínez Silva, y a los generales Jorge Moya, Manuel María Valdivieso y Eutimio Sánchez, y los condenó a confinamiento en la colonia militar de Mocoa (Putumayo).

### Crítica internacional
Sobrevive una crónica del New York Times de septiembre de 1905: 

### Atentado de 1906
Rafael Reyes Fue víctima de un atentado fallido contra su vida el  10 de febrero de 1906, cuando iba con su hija Sofía y el designado a la vicepresidencia y expresidente Clímaco Calderón, en el sector de Barro Colorado en Bogotá, a la altura de la actual calle 45 con carrera Séptima de Bogotá,  mientras se dirigían a Chapinero. El coche del Presidente fue atacado por tres jinetes, que dispararon con la intención de asesinar al mandatario y a su hija, quienes salieron ilesos. Los escoltas  del presidente: capitán Faustino Pomar y el teniente Anastasio Vergara, repelieron a los agresores, que lograron evadir el cerco y se dieron a la fuga.   
Los autores  del atentado Salgar, González, Aguilar y Ortiz fueron capturados por la policía en Bogotá, el 2 de marzo. Los ejecutores fueron fusilados en el mismo lugar del delito. Reyes regresó a la capital, pidió calma y aseguró que, aparte de la tristeza por el acto criminal, no albergaba hacia sus agresores sentimientos de venganza.   
Los autores materiales fueron capturados por la policía en Bogotá el 2 de marzo, luego fueron sentenciados a muerte y ejecutados el 5 de marzo en el mismo sitio donde lo perpetraron. Hubo voces que pidieron igual patíbulo para los autores intelectuales pero Reyes se negó.
El comisario Gilibert actuó con rapidez. El 13 de febrero fueron detenidos varios sospechosos de haber fraguado el atentado, entre ellos el exministro y poeta José Joaquín Casas Castañeda, el exministro Arístides Fernández, los doctores Benjamín Uribe, Joaquín Uribe y Pantaleón Camacho. Se ofreció una recompensa de cien mil pesos por informes que permitieran la captura de los fugitivos Roberto González, Marco Arturo Salgar y Fernando Aguilar, además de doscientos mil pesos por Pedro León Acosta.   

Aunque todos señalaban al general Pedro León Acosta como el jefe de la conspiración. Los jefes de la conspiración, unos veinte, fueron desterrados a Bocachica.    

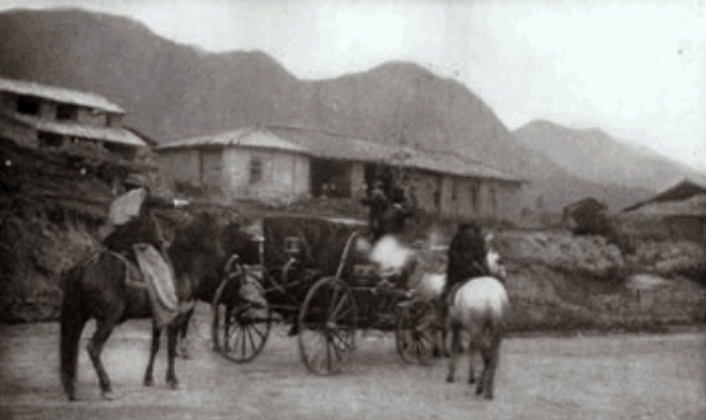
Representación del ataque a Reyes.
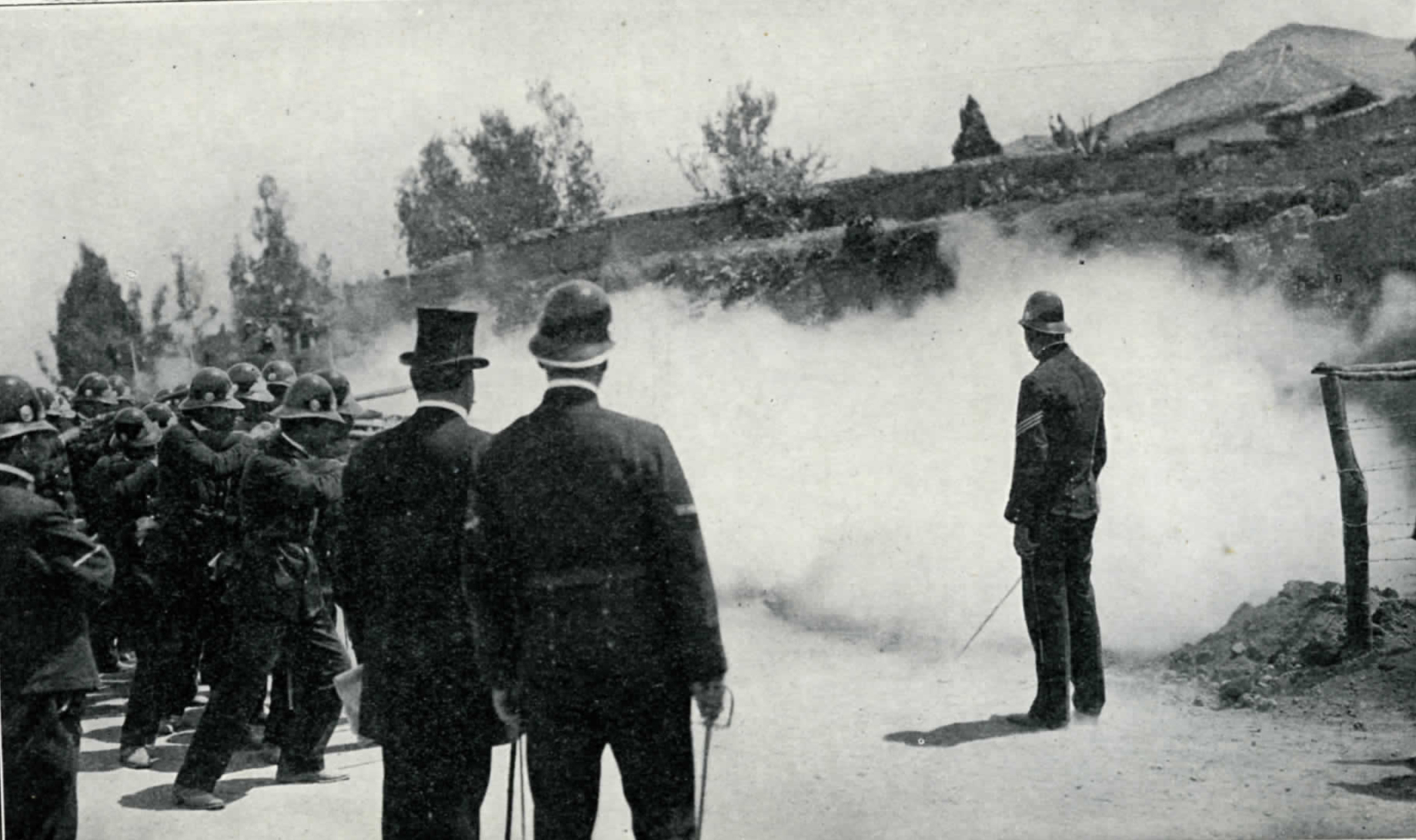
Fusilamiento de los sediciosos, 1906.
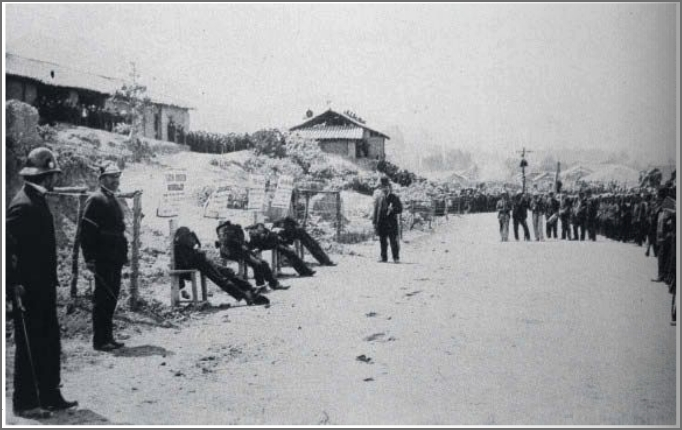
Cadáveres de los fusilados.

## Final del Gobierno

### Tratados Cortés-Root con Estados Unidos y Cortés-Arosema con Panamá
Para 1909, Reyes enfrentó una crisis de opinión por la firma de un arreglo entre Panamá, Estados Unidos y Colombia. Que buscaba restablecer las relaciones entre Estados Unidos y Colombia, deterioradas desde 1903 por los sucesos del Canal de Panamá; el 28 de febrero de 1905 nombró como ministro plenipotenciario en Washington al liberal Diego Mendoza Pérez, quien fracasó en su misión de acercamiento de las dos naciones, fue reemplazado por Enrique Cortés. El 9 de enero de 1909 se firmó un tratado en el que Estados Unidos reconocía a Colombia una indemnización por Panamá, y recibía autorización para que sus barcos usaran los puertos nacionales. Se firmó el tratado Cortes-Root. Además se firmó el Tratado Cortés-Arosemena con Panamá. Estos tratados experimentaron una fuerte oposición encabezada por Nicolás Esguerra, y ninguno fue ratificado por Colombia.

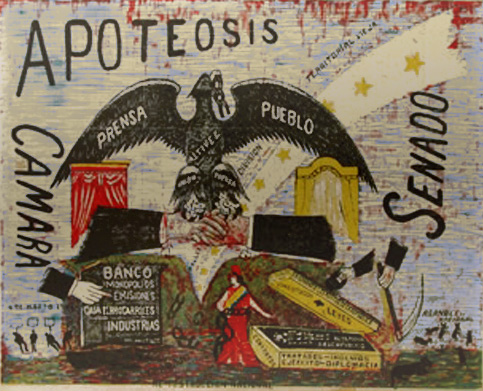
1909. Un panorama nacional. El Ciclón. Primera policromía que se publicara en la prensa colombiana.

### Trecemarismo
Entre el 9 y el 13 de marzo hubo manifestaciones promovidas por universitarios en rechazo del gobierno de Rafael Reyes, en las cuales fueron apedreadas la casa arzobispal, las oficinas del Nuevo Tiempo (primer gran periódico del Siglo XX en Colombia, fundado por Carlos Arturo Torres y José Camacho Carrizosa. En 1905 lo adquirió el conservador Ismael Enrique Arcinegas, quien su director. Desapareció en 1932 y tuvo una segunda época en 1943) y otros edificios públicos.
Enrique Olaya Herrera, junto con casi todos los presentes, fue detenido en una reunión de la aristocracia bogotana en el Jockey Club, en donde se lanzaron diatribas contra el presidente Reyes.  
El mismo 13 de marzo, por la noche, tras sostener una reunión con delegados estudiantiles Reyes dimitió su cargo, y nombró a Jorge Holguín para ejercer el poder ejecutivo mientras el Congreso procedía a la elección del mandatario que debería concluir el sexenio; pero los disturbios no pararon con la renuncia de Reyes. A las ocho de la noche Jorge Holguín declaró Bogotá en estado de sitio, ante la magnitud de las manifestaciones en las que una multitud de personas murieron ese día en enfrentamientos con las tropas.

#### Renuncia de Reyes
Rafael Reyes renunció y dejó al mando al general Jorge Holguín, su consuegro, quien desde el 11 de marzo de 1909 era el designado. Reyes reasumió el mando el 14 de marzo.

#### Intento de golpe de Estado
A las cinco de la mañana del 14 de marzo, El Presidente Reyes y el encargado Jorge Holguín resolvieron que aquel reasumiera el mando, y a las diez de la mañana Reyes ejercía nuevamente la presidencia. Se declaró en interinidad a los empleados públicos, irreeligibles a los que hubiesen tomado parte en los motines del 12 y 13 de marzo, y el 15 dio parte de que el movimiento subversivo había sido militarmente dominado.  
Un movimiento revolucionario en Barranquilla liderado por el general Daniel Ortiz provocó el 4 de julio un alzamiento al tomarse el cuartel de Barranquilla, se apoderaron del vapor Hércules, de propiedad del Gobierno, y desde el vapor La Alicia, surto en Sitionuevo, el general Ortiz conminó a Holguín a entregarle el mando al general González Valencia.
El 16 de marzo, fueron condenados a 5 años de prisión los conspiradores del 13 de marzo, Felipe S. Escobar y Enrique Olaya Herrera, a los que, dos meses después, el 19 de mayo, Reyes concedió amnistía y dejó en libertad. 

#### Junta Republicana
Reyes designó a Nicolás Esguerra, Carmelo Arango, y al expresidente, general Guillermo Quintero Calderón para encomendarles la formación de un Centro encargado de dirigir los trabajos electorales para el próximo Congreso.
Reyes emprendió viaje el 3 de junio, hacia la Costa Atlántica, en Gamarra (Cesar) encargó el mando al exvicepresidente Ramón González Valencia, pero éste no aceptó; entonces, Reyes entregó el poder al general Holguín. Una vez en Santa Marta, se fue como pasajero en el buque Manistí. Su dimisión se oficializó el 27 de julio de 1909. 

#### Entrega secreta del poder
Finalmente, para evitar una guerra entre seguidores y opositores entregó secretamente la presidencia al general Jorge Holguín Mallarino el 9 de junio de 1909. 
Su dimisión se oficializó el 27 de julio de 1909, cuando se hizo público el comienzo del gobierno de Holguín, quien no pudo terminar el período porque el Congreso, opositor a Reyes nombró a Ramón González Valencia como designado para suceder a Reyes, lo cual generó un conflicto de intereses, y Holguín tuvo que dejar el cargo días después.

### Unión Republicana
Los adversarios del gobierno de Reyes crearon la Unión Republicana, luego de los episodios del 13 de marzo de 1909, fue promovida por el político conservador Carlos Martínez Silva. En ese grupo confluían los liberales que no apoyaban a Rafael Uribe Uribe y la mayoría de conservadores.